# 巴尔的摩轻轨

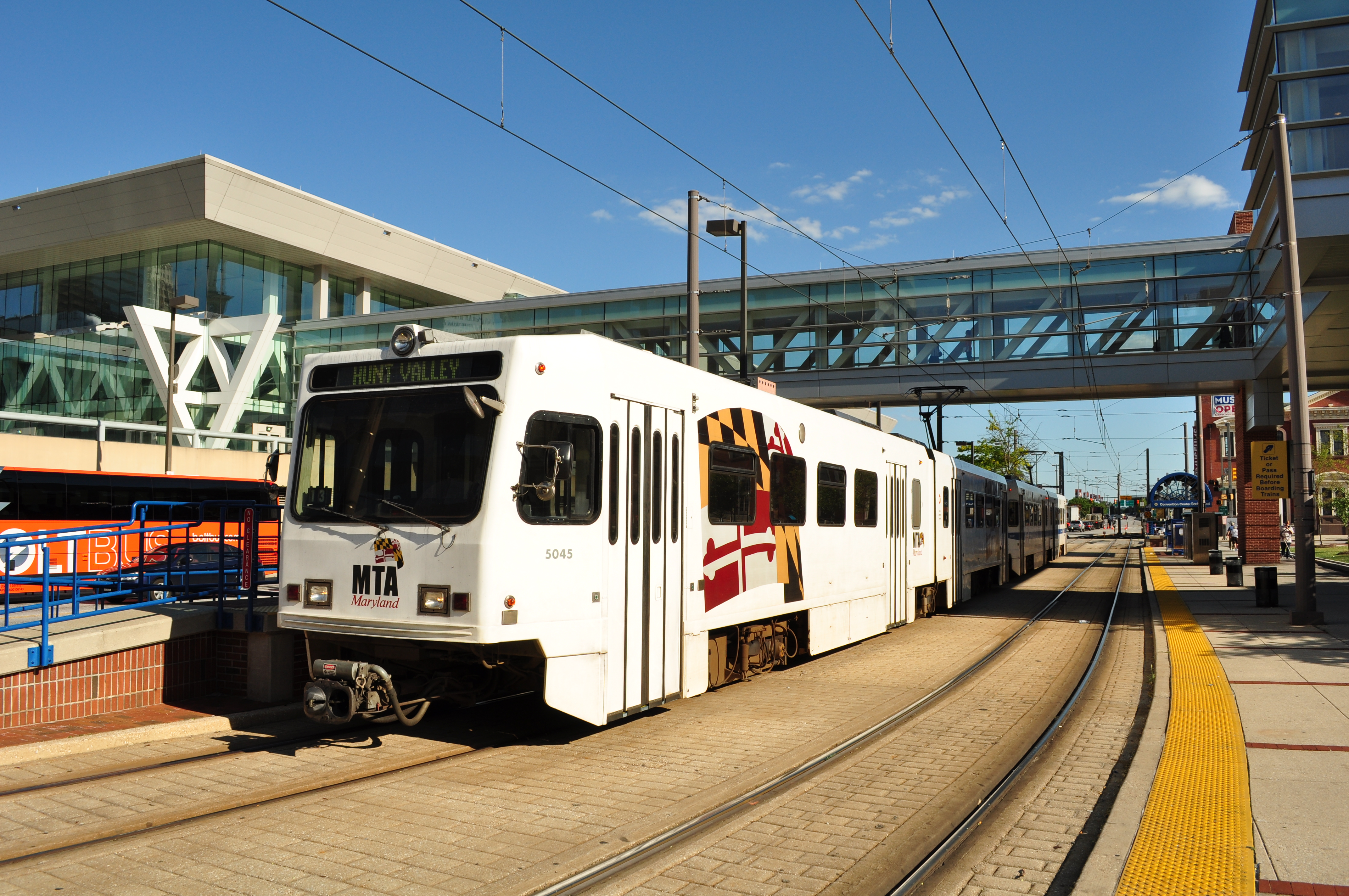
巴尔的摩轻轨

巴尔的摩轻轨（英語：Baltimore Light RailLink），全称是马里兰州運輸局轻轨（Maryland Transit Administration Light Rail），是在美国马里兰州巴尔的摩地区由马里兰運輸局运营的一条轻轨线路。巴尔的摩地区另外有一条地铁，可以跟该轻轨系统出站换乘，但需步行一段距离。馬里蘭運輸局輕軌票價與公車、地鐵相同，但如轉乘地鐵或公車，則需再行購買單程票，或使用周遊券（pass）。

## 路線

### 歷史

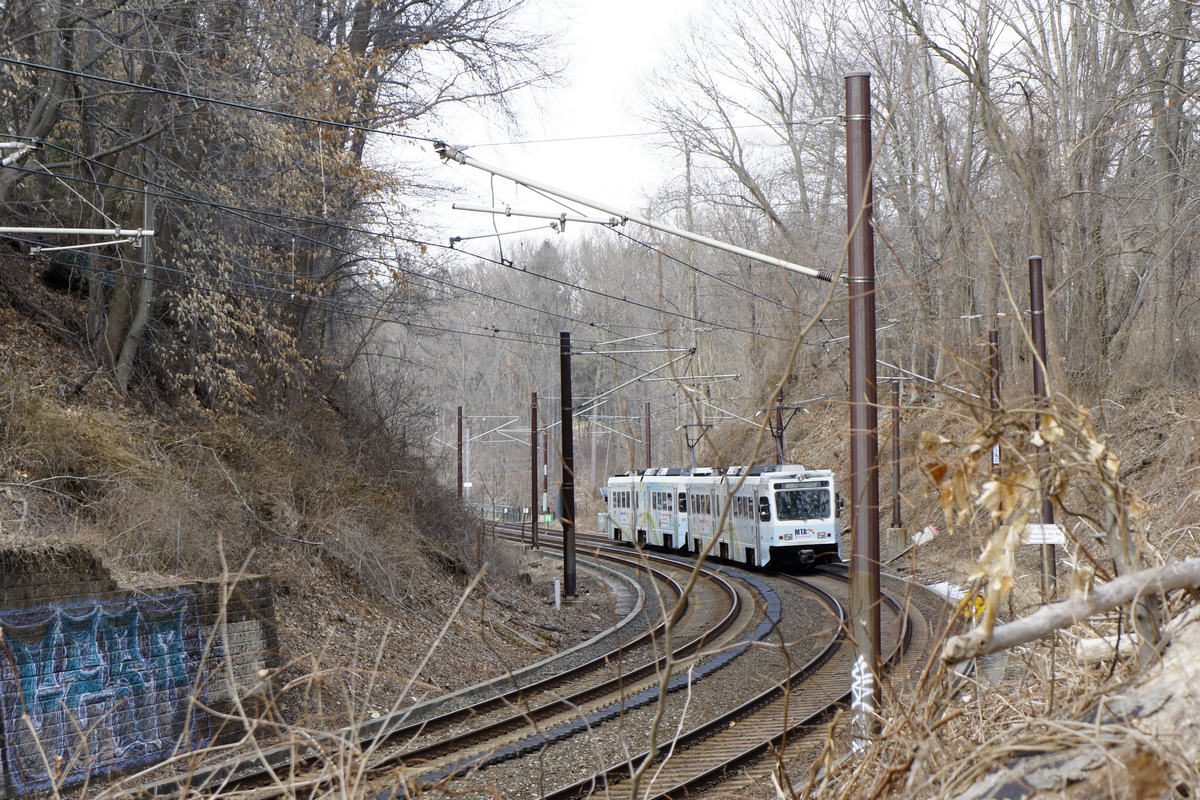
行經勞勃·愛德華·李紀念公園的巴爾的摩輕軌列車

巴爾的摩輕軌的南北兩段乃使用停駛的鐵路路線改建，市區有部分路段與一般道路共用，就如同路面電車。
最先興築的路段為提摩尼姆站至克隆威爾／格蘭伯尼站，長約22英里。其中約有19英里是使用舊有鐵路或路面電車的路權。
從提摩尼姆站以南的11英里，使用的是舊北方中央鐵路的路線。該路線原就符合第一級鐵路標準，曾經為雙線路線，不論就坡度或彎道半徑，對捷運系統來說都是相當良好的條件。原有的橋梁雖然老舊，但是當年是為了承載沉重的蒸汽機車牽引列車而建造的。
霍華街路段約1.3英里長，直到1940年代都有路面電車行駛，而且這段街道過去一段時間因為常常有工程進行，交通量並不算大，只需將幾條公車路線改道便可施工。不過問題較大的地方是地下有原巴爾的摩與俄亥俄鐵路的巴爾的摩環線經過，該地下鐵路距離地面最近處僅有三英尺，施工難度較高。
最南端的六英里使用的是舊巴爾的摩與安納波利斯鐵路的路線。雖然路線標準沒有北段的北方中央鐵路舊路線來得好，且橋梁也須重建，但其一樣曾為雙線鐵路，施工難度不算高。
兩段需要重新建造的路線中，第一段是從原北方中央鐵路路線穿越北大街下方處至霍華街，長0.7英里。在這段區域中有三條繁忙街道以及一條鐵路幹線匯集。結果這段路線在1400英尺的範圍內，從北大街下方穿出後，經過83號州際公路下方，爬升跨越CSX運輸的幹線軌道，又下降由霍華街陸橋下方穿過，之後再爬升到一般街道高度，抵達皇家山輕軌站。這段路線有三個陡坡跟兩個急彎，速限為15英里。抵達霍華街預定路線之前，為了避開巴爾的摩交響樂團的音樂廳，輕軌路線穿過皇家山大街，繼續沿霍華街東側前行至馬丁路德‧金大道，然後跨進霍華街，行駛於街道中央。
第二段路線是在坎登車站以南開始，輕軌必須先繞開CSX運輸與馬里蘭區域通勤鐵路的複雜路線，接著是港區的一部份，然後抵達威斯特波特。接著還有兩條CSX運輸的支線鐵路。面對高昂的土地取得成本以及溼地的生態問題，輕軌採取了高架路線，在坎登站以南開始興築一條長3760英尺的高架橋跨越這些障礙以抵達威斯特波特站。在威斯特波特站以南再跨越CSX運輸的軌道。

### 現況
巴爾的摩輕軌主線為南北方向，基本上班距為10分鐘，但在單線路段班距限制最短為15分鐘。另外有三條支線（巴爾的摩華盛頓國際機場支線、格蘭伯尼（Glen Burnie）支線、賓州車站線），因此在列車運行上分為三條路線。
- 紅線：賓州車站至坎登車站，該線連接巴爾的摩的兩個主要火車站。
- 藍線：巴爾的摩華盛頓國際機場站至杭特維利站。
- 黃線：克隆威爾／格蘭伯尼站至杭特維利站。但在上班日的通勤尖峰時間，該路線列車向北僅行駛至提摩尼姆站。

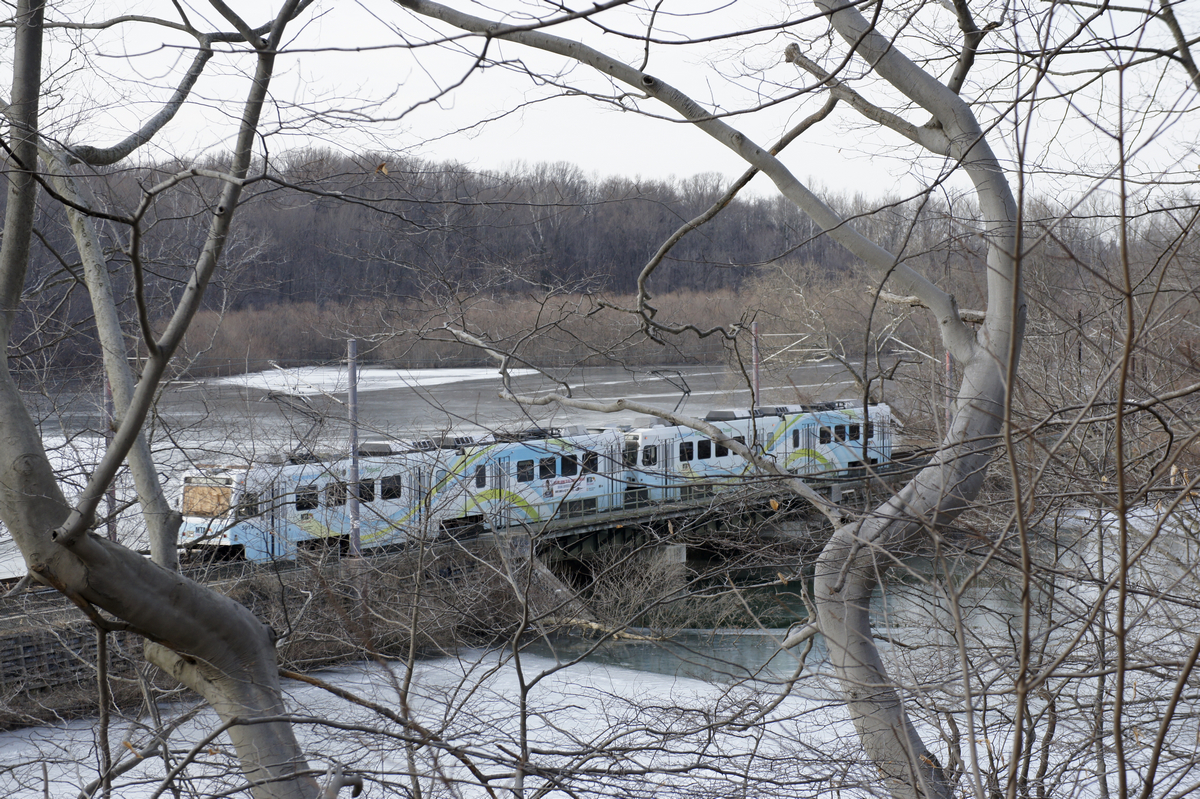
巴爾的摩輕軌列車經過羅蘭湖

站台部分被抬高，以便輪椅上下車。